# San Antonio and Aransas Pass Railway
La San Antonio and Aransas Pass Railway iniziò per la prima volta a operare nello stato del Texas nel 1886. Fu sviluppata da Uriah Lott e da uomini d'affari di San Antonio come rotta diretta dalla città alla baia di Aransas sulla costa del golfo del Texas. Alla fine fu assorbita nel XX secolo dalla Southern Pacific.

## Panoramica
Uriah Lott, un imprenditore dei trasporti, ingaggiò i suoi amici Richard King e l'appaltatore Mifflin Kenedy nello sviluppo di tre linee ferroviarie in Texas per migliorare i collegamenti dalle grandi città a quelle più piccole e alle aree commerciali in Messico. La Corpus Christi, San Diego and Rio Grande Narrow Gauge Railroad collegava Corpus Christi e Laredo. La St. Louis, Brownsville and Mexico Railway andava da Houston a Brownsville attraverso la valle del Rio Grande e le relative fermate.
Supportata da uomini d'affari di San Antonio, la San Antonio and Aransas Pass Railway fu sviluppata per collegare San Antonio con la baia di Aransas sulla costa del golfo del Texas, dove si stava sviluppando un porto in acque profonde. Lott, Texas è intitolata in onore dello sviluppatore.

## Storia della linea
La San Antonio and Aransas Pass Railway Company fu costituita nel 1884, per soddisfare la necessità di un percorso ferroviario diretto da San Antonio al Messico. Augustus Belknap divenne presidente del consiglio di amministrazione della compagnia, tutti uomini d'affari a San Antonio. George Polk era il geometra. Senza alcun progresso al completamento della mappa di Polk, Belknap venne sostituito da Lott come presidente del consiglio. Ottenne il sostegno nella legislatura statale dal rappresentante Mifflin Kennedy. La costruzione iniziò nel 1885, e il primo treno uscì sulla linea nel 1886. La ferrovia entrò in amministrazione controllata nel 1890. Dopo una riorganizzazione aziendale in base alla quale la Southern Pacific acquisì la maggior parte delle azioni, la gestione fallimentare fu revocata nel 1892.
Poiché la sezione 5 dell'articolo X della Costituzione del Texas proibiva il controllo comune delle ferrovie parallele, nel 1903 la Southern Pacific Railway fu citata in giudizio dalla Texas Railroad Commission. La Southern Pacific perse la causa e fu costretta a cedere la proprietà della San Antonio and Aransas Pass Railway. Nel 1924, un cambio di statuto permise alla Southern Pacific di riprendere il controllo della ferrovia.
La Southern Pacific relegò la San Antonio and Aransas Pass Railway in un sistema secondario e invece affittò il percorso della defunta San Antonio, Uvalde and Gulf Railroad sulla rotta da San Antonio a Corpus Christi, ora parte della Union Pacific Railroad. Nel 1934, la Southern Pacific consolidò la San Antonio and Aransas Pass nella sua succursale della Texas and New Orleans.